# Festival de Peralada
El Festival de Peralada o Festival Castell de Peralada (oficialment: Festival Internacional de Música "Castell de Peralada") és un festival de música clàssica, que se celebra cada any en els mesos de juliol i agost des de 1987 a l'entorn del Castell de Peralada, en el municipi del mateix nom.
El festival dedica la seva atenció a recitalés de grans veus, concerts simfònic-corals, òperes, espectacles interdisciplinaris de música i teatre, dansa, jazz, música pop, concerts de càmera i espectacles familiars.

## Reconeixements[calcitació]
En 1992 el Festival va entrar a formar part de la selectiva Associació Europea de Festivals (EFA), consolidant-se d'aquesta forma com un Festival prestigiós al costat de noms importants com Bayreuth, Berlín, Florència o Salzburg. Més tard, en 2006 va entrar a formar part de l'Associació Espanyola de Teatres, Festivals i Temporades d'Òpera XXI. Des de l'any 2007 és també membre de l'Associació Espanyola de Festivals de Música Clàssica (FestClàssica) i des de finals de 2010 és membre d'Opera Europa.

## Entorn[calcitació]

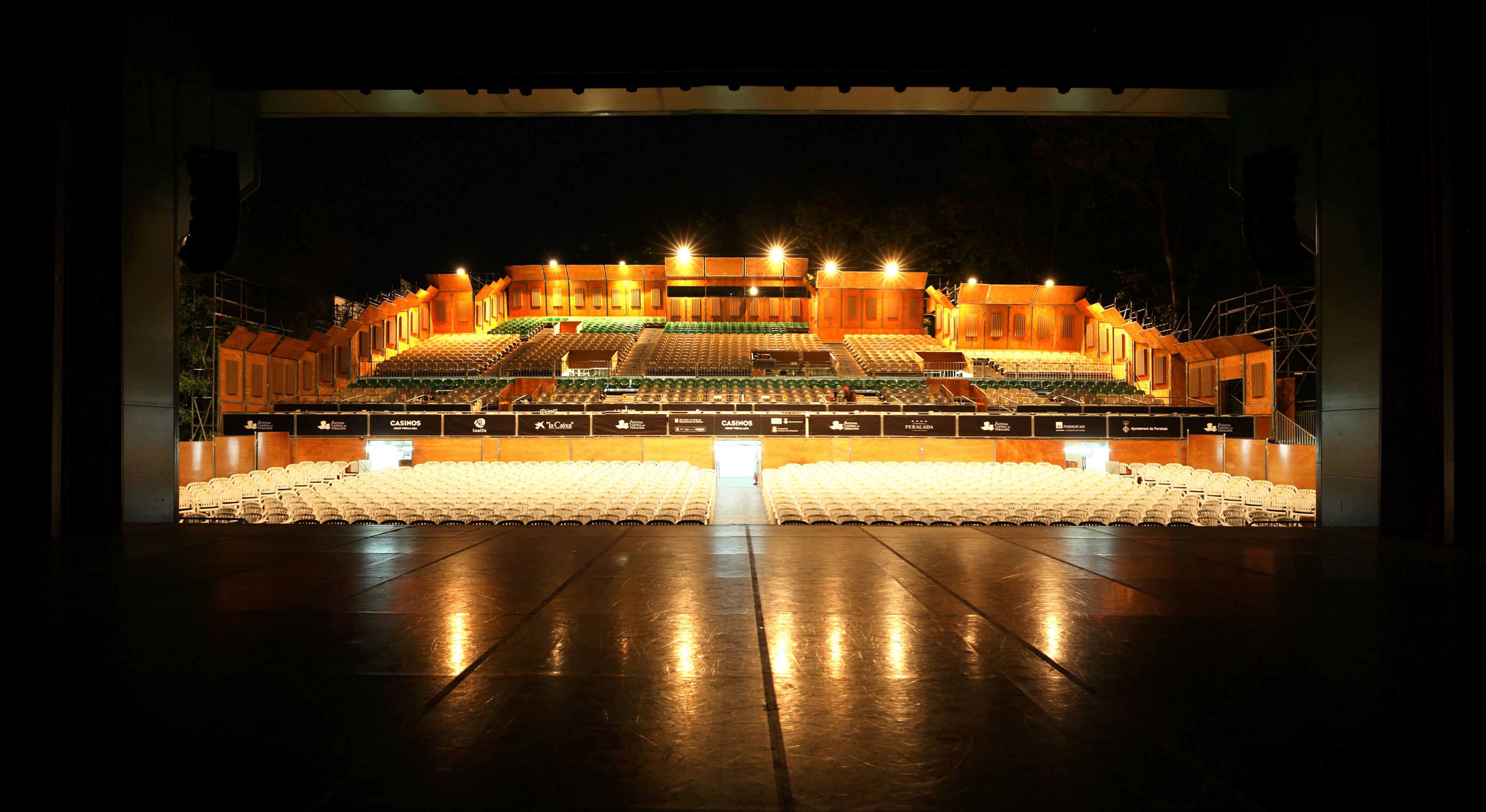
Auditori Parc del Castell © Iconna - Joan Castro

El festival es duu a terme a Peralada, una petita població d'uns 1.500 habitants situada a l'Alt Empordà, entre Figueres i la Costa Brava, a uns 150 quilòmetres de Barcelona. Gaudeix de bons accessos per autopista i per tren i es troba a menys de 30 minuts de dos aeroports: el de Girona i el de Perpinyà i a 15 minuts de l'estació d'AVE Figueres-Vilafant. El Castell de Peralada, seu del Festival, data de la baixa edat mitjana. El complex va ser adquirit per Miquel Mateu i Pla l'any 1923 i actualment alberga el Casino de Peralada; el Museu del Vidre; el Museu del Vi; la gran biblioteca, que consta de 80.000 volums de llibres antics i 1.000 exemplars del Quixot; els cellers i l'Església i el Claustre del Carme, d'estil gòtic.
L'oferta lúdica acaba amb el Club de Golf Peralada que envolta l'Hotel Golf Peralada de cinc estels i el Wine Spa de l'Hotel.